# Аян, Малика
Мали́ка Ая́н (итал. Malika Ayane, род. 31 января 1984, Милан) — итальянская певица, автор-исполнитель.

## Биография

### Юные годы и начало карьеры
Малика Аян родилась в Милане 31 января 1984 года в семье марокканца и итальянки. В 1995 году в возрасте 11 лет она присоединилась к составу хора требелых голосов театра Ла Скала, в котором она оставалась до 2001 года, ей часто доверяли сольные партии. В те же годы она училась игре на виолончели в Миланской консерватории.

### Контракт с Sugar и первый альбом
В 2007 году Малика подписывает контракт с Sugar Music. Дебютный альбом «Malika Ayane» вышел в свет 26 сентября 2008 года, было продано более 80 000 копий, альбом получил платиновую сертификацию.
Вторым синглом с дебютного альбома стала композиция «Feeling Better». Сингл в течение четырёх месяцев находился на вершинах музыкальных чартов, во многом благодаря тому, что песню активно использовали в качестве сопровождения в рекламных роликах на ТВ. Сингл провёл более 31 недели в топ-100 итальянского чарта FIMI, что стало на тот момент рекордом для молодых артистов.

### Санремо 2009: Come foglie
В феврале 2009 года Малика участвует в фестивале Санремо в категории молодых артистов с песней «Come foglie», которую написал фронтмен группы Negramaro Джулиано Санджорджи. Песня пользуется большим успехом, Малика занимает второе место в категории молодых артистов. «Come foglie» достигает второй позиции в чарте FIMI, позже сингл получил платиновую сертификацию.

### Санремо 2010: Ricomincio da qui и Grovigli
В феврале 2010 года Малика принимает участие в 60-м фестивале Санремо в основной категории с композицией «Ricomincio da qui». Текст песни был написан самой Маликой в соавторстве с Пачифико, автором музыки стал Фердинандо Арно. Песня была настолько хорошо принята, что Малика удостоилась премии критиков «Миа Мартини» и премии от журналистов фестиваля. Однако в финале песня не вошла топ-3 фестиваля, что вызвало негодование публики, сидящей в зале. К негодованию также присоединились члены оркестра, которые в знак протеста выбрасывали на сцену нотные листы. После фестиваля сингл будет успешно продаваться, получит платиновую сертификацию и станет самым коммерчески успешным среди всех заявок фестиваля того года.
19 февраля 2009 года Малика выпускает второй альбом «Grovigli», который впоследствии получит два платиновых сертификата и будет продан тиражом более 100 000 копий.

### Санремо 2013: E se poi
13 декабря 2012 года подтверждается участие Малики в фестивале Санремо 2013 с двумя песнями: «E se poi» и «Niente». Обе песни песни были написаны Джулиано Санджорджи. В финале фестиваля композиция «E se poi» занимает 4 место, а позже получит платиновый статус.

### Санремо 2015 и выпуск альбома Naïf
14 декабря 2014 года Карло Конти подтверждает участие Малики в фестивале Санремо 2015 с песней «Adesso e qui (nostalgico presente)». Певице удалось занять 3 место в финале фестиваля, а также во второй раз завоевать премию критиков «Миа Мартини». «Adesso e qui (nostalgico presente)» заняла девятое место в чарте FIMI, получила платиновую сертификацию, а также по данным EarOne, песня заняла третье место по количеству ротаций на итальянском радио в 2015 году.
12 февраля 2015 года Малика выпускает свой четвёртый альбом «Naïf». Альбом достиг девятого места в чарте FIMI и получил золотую сертификацию. Вторым синглом с пластинки стала композиция «Senza fare sul serio». Песня моментально попадает в топ-10 чарта FIMI и занимает второе место по популярности среди итальянских исполнителей на радио в 2015 году. Песня стала настоящим летним хитом, достигнув тройного платинового статуса за более чем 150 000 проданных копий.

### Участие в мюзикле
В период с ноября 2016 года по январь 2017 года Аян в образе Эвы Перон принимала участие в мюзикле Массимо Ромео Пипаро «Эвита». Состоялось 70 спектаклей, которые увидели в общей сложности 72 719 зрителей.

### Возвращение и наставничество в X Factor 13
После опыта работы в мюзикле Малика посвящает себя длительному периоду написания новой музыки и отдыху от концертной деятельности, который продолжался более двух лет. Однако певица периодически появлялся в телепередачах в качестве музыкального гостя.
22 мая 2018 года Малика публикует видеообращение на своей страничке в Инстаграм, в котором объявляет о выходе сингла «Stracciabudella», который в свою очередь знаменует скорый выход пятого студийного альбома «Domino». Альбом вышел в свет 21 сентября того же года.
1 июня 2019 года было объявлено о том, что Малика примет участие в качестве члена жюри в новом сезоне итальянской версии X Factor.
3 июля 2019 года итальянско-бразильская группа Selton выпустила сингл «Ipanema», в записи которого приняла участие Малика.
11 октября 2019 года Малика выпускает песню «Wow (niente aspetta)», которая не вошла ни в один её альбом. «Wow (niente aspetta)» была использована в рекламном ролике для Oral-B, спонсора X Factor 13.

### Пятое Санремо (2021 — настоящее время)
17 декабря 2020 года становится известно о возвращении Малики на фестиваль Санремо 2021 после шестилетнего отсутствия с композицией «Ti piaci così». В третий вечер фестиваля, который посвящён кавер-версиям, Малика исполнила композицию «Insieme a te non ci sto più» итальянской певицы Катерины Казелли. В финале фестиваля Малика заняла 15 место.
26 марта 2021 года выходит шестой студийный альбом Малики, получивший название «Malifesto».

## Личная жизнь
В 2005 году в возрасте 21 года Малика родила дочку, которую зовут Миа. В 2009 году певица начала встречаться с музыкантом Чезаре Кремонини, в 2010 пара рассталась.
В июне 2011 в Лас-Вегасе Малика тайно вышла замуж за режиссёра рекламных роликов и видеоклипов Федерико Бруджа. Официальная церемония бракосочетания прошла в Милане 1 декабря 2011 года.
Пара рассталась в 2016 году.

## Участие вФестивале Санремо
- Фестиваль Санремо 2009 с «Come foglie» — 2 место в категории новых артистов
- Фестиваль Санремо 2010 с «Ricomincio da qui» — 5 место
- Фестиваль Санремо 2013 с «E se poi» — 4 место
- Фестиваль Санремо 2015 с «Adesso e qui (nostalgico presente)» — 3 место
- Фестиваль Санремо 2021 с «Ti piaci così» — 15 место

## Дискография

### Студийные альбомы
- 2008 — Malika Ayane
- 2010 — Grovigli
- 2012 — Ricreazione
- 2015 — Naïf
- 2018 — Domino
- 2021 — Malifesto